# Skaszewo Włościańskie
Skaszewo Włościańskie (prononciation : [skaˈʂɛvɔ vwɔɕˈt͡ɕaɲskʲɛ]) est un village polonais de la gmina de Gzy dans le powiat de Pułtusk de la voïvodie de Mazovie dans le centre-est de la Pologne.

## Histoire
De 1975 à 1998, le village appartenait administrativement à la voïvodie de Ciechanów.
Désormais le village appartient administrativement à l'Etat Polonais.